# Пілявиці
Пілявиці (пол. Pilawice) — село в Польщі, у гміні Сохачев Сохачевського повіту Мазовецького воєводства.
Населення — 72 особи (2011).
У 1975-1998 роках село належало до Скерневицького воєводства.

## Демографія
Демографічна структура станом на 31 березня 2011 року:
|          | Загалом | Допрацездатний вік | Працездатний вік | Постпрацездатний вік |
| -------- | ------- | ------------------ | ---------------- | -------------------- |
| Чоловіки | 38      | 12                 | 21               | 5                    |
| Жінки    | 34      | 8                  | 17               | 9                    |
| Разом    | 72      | 20                 | 38               | 14                   |